# 鄒嘉來
鄒嘉來（1853年—1921年），字孟方，號紫東，自號遺盦。江蘇省蘇州府吳縣人。清末民初政治人物。

## 經歷
光緒八年（1882年）順天鄉試舉人。
光緒十二年（1886年）丙戌科第二甲第一百二十三名進士出身。授主事，籤分禮部。
十八年（1892年）授總理衙門章京。
二十七年（1901年）總理衙門改為外務部後，改任外務部庶務司主事，升員外郎、外務部考工司郎中。受外務部尚書瞿鴻禨賞識。
三十一年（1905年）日俄戰爭時，依國際公法維護國家利益，獲得重用；九月二十一日，升授外務部右參議，同時以右參議署理外務部右丞。
三十二年（1906年）二月十一日，授外務部左丞。九月二十一日，中央官制改組，仍任左丞。
，賞紫禁城騎馬。
三十三年（1907年）三月十一日，以外務部左丞署理外務部右侍郎。
三十四年（1908年）十二月十六日，以外務部左丞署理外務部右侍郎。
宣統元年（1909年）正月初二日，遷外務部右侍郎。
二年（1910年）四月十六日，改外務部左侍郎；四月二十日，署理外務部會辦大臣兼尚書。六月二十二日，實授外務部會辦大臣兼尚書、充參預政務大臣。
三年（1911年）四月十日，改組慶親王內閣，署理外務部大臣。六月十五日，改授弼德院副院長。
民國後，袁世凱聘為外交部顧問，鄒嘉來拒絕，避居天津、青島，與其他遺臣密切往來。
二年（1913年）自青島前往河北拜謁隆裕太后梓宮、清崇陵。
六年（1917年）張勳復辟，授弼德院顧問大臣，復辟行動失敗後轉徙蘇州、上海。
十年（1921年）九月卒於蘇州宅邸。

## 著作
- 《怡若日記》不分卷
- 《遺盦日記》
- 編《光緒壬午科順天鄉試朱卷》

## 家庭及關聯
- 父：鄒隽之，官安徽蕪湖縣知縣。
- 弟：鄒嘉瑩，外交官，曾任駐瑞士使館秘書。
- 子：鄒樹文。
- 姪：鄒秉文。